# Свети Архангели (Мариес)
Вижте пояснителната страница за други значения на Свети Архангели.
„Свети Архангели“ или „Архангелски събор“ (на гръцки: Πανμεγίστων Ταξιαρχών, Σύναξη Ταξιαρχών Μαριών) е православна църква в село Мариес, западната част на остров Тасос, Гърция, част от Филипийската, Неаполска и Тасоска епархия на Вселенската патриаршия, под управлението на Църквата на Гърция.
Църквата е разположена в центъра на селото. Построена е в 1803 година на мястото на паднал стар храм. Запазено е разрешителното от 1802 година за позволяване на строеж на църква със същите размери като старата. Работата по строежа започва на следната година, за което свидетелства надписът „ΕΚΤΙΣΘΗ / Η ΕΚΚΛΗΣΙΑ / ΤΟ ΕΤΟΣ 1803“ (Изгради се църквата в година 1803). Наличието на по-стара църква се потвърждава и от иконата на Свети Архангел Михаил със сребърна риза, която е отпреди XIX век и от иконата отново на Архангел Михаил в олтара, на която има надпис „Η παρούσα εικον του αρ / χαγγέλου Μιχαήλ ιστορήθη / Δι εξόδων του Πανοσιωτάτου / Παπά κυρ Γαβριήλ και κυρ / Σάββα μοναχού των αγι -/ ορειτών από τους..../ και αφιερώθη παρ ́αυτών τη εκκλησία αυτού / εις μνημόσυνον αυτών / 1801 Ιουλίου 8“.
В архитектурно отношение храмът е трикорабна базилика с женска църква без трем. Входът е през двойна врата на западната стена. Едно стъпало води до пространството под галерията, което е ниско – 2,05 m. Трите кораба във вътрешността са разделени от двойки измазани дървени стълбове, като аркадите са закрепени за иконостаса.
В средата на храма има полилей, изработен на Света гора в 1847 година и дарен на църквата от игумена на манастира Ксиропотам. Полилеят е с диаметър 3,10 m и има 7 двуглави орли и два надпис – „Κ(ΑΙ)Ν(Ι)Κ(Ο)Σ / ΠΡΟΗΓ(ΟΥ)ΜΕΝ(Ο)Σ / ΑΝΔΡΙΑΝ(ΟΥ)Π(ΟλΙ)Τ(Η)Σ / Ξ(Η)Ρ(ΟΠΟ)Τ(Α)Μ(Ι)Ν(Ο)Σ / 1.8.4.7.“ и „ΑΠΟ ΤΗΝ ΣΚΙΤΗΝ / ΞΙΝΟΦΟΤΗ / ΝΗΝ ΜΑ C ΤΟΡΑΣ / ΤΟΥ ΧΟΡΟΥ ΕΤΟΥΤΟΥ / ΑΓΑΘΑΝΓΓΕΛΟΣ ΜΟ -/ ΝΑΧΟΣ ΚΑΙ ΦΙΛΟΘΗΟΣ / ΙΕΡΟΜΟΝΑΧΟΣ ΗΣΙΝΟΔΙΑ / ΤΟΥ ΟΠΩΣ ΤΟ ΘΕΟΡΙΣΙ ΝΑ ΤΟΥΣ ΣΙΓΧΟΡΕΣΙ ΤΡΙΣ / Ο ΘΕΟΣ ΣΙΓΧΟΡΕΣΙ ΤΟΥΣ“.
Храмът е с височина от 4,20 m. Осветен е от пет северни и четири южни правоъгълни прозореца с железни пръчки, поставени хоризонтално и вертикално. Над втория от запад южен прозорец има ниша със стенопис, което показва, че прозорецът е бил първоначално вход, който е бил затворен.
Иконостасът е прав и резбован. Царските икони завършват с по една икона на северната и южната стена. От север на юг са „Света Богородица“ (на северната стена), „Мария, не ме докосвай“, олтарна врата, „Свети Харалампий“, „Архангел Михаил“, „Света Богородица“, царските двери, завесата е с образа на Исус Велик Архиерей и е от светогорска работилница според надписа „Δέησις του Δούλου / Του Θεού Νικολάου / Άθω 1892 Χ. Ρ. Α. Χ. Μ“, „Христос Вседържител“, „Свети Йоан Предтеча“, „Свети Безсребреници“, „Трима Светители“, олтарна врата, „Свети Николай“, „Свети Йоан в пустинята“. Параклисът е посветен на Тримата Светители.
Олтарното пространство е с размери 1,76/7,60 m и диаметър на конхата 2,30 m. Осветено е от южен прозорц и процеп в апсидата. Вляво от нишата на светилището има две конхи – правоъгълна и полукръгла. Дървена стълба с две каменни стъпала в основата води към женската църква, която има и външен вход. Парапетът е дъсчен. В северната част на западната стена в края на 1970-те години е прикрепена камбанария на две нива.